# Chactas ferruginosus
Espèce
Chactas ferruginosus est une espèce de scorpions de la famille des Chactidae.

## Distribution
Cette espèce est endémique de l'État d'Aragua au Venezuela. Elle se rencontre vers Girardot et Santiago Mariño.

## Publication originale
- González-Sponga, "1982" 1984 : Chactas ferruginosus nueva especies del Parque Nacional "Henri Pittier", estado Aragua, Venezuela (Scorpionida: Chactidae). Memoria de la Sociedad de Ciencias Naturales La Salle, vol. 42, no 117, p. 49-60.